# Johnny Sky
John Núñez, conocido artísticamente como Johnny Sky (Nueva York, Estados Unidos, 11 de febrero de 1996) es un cantante de pop y bachata y actor estadounidense de origen dominicano.

## Biografía
Sus mayores éxitos se lograron con los sencillos extraídos del álbum "Johnny Sky" en 2015, "Quiéreme" que alcanzó el puesto 39 en las listas Hot Latin de Billboard, y la versión de "One More Night" en el puesto 42.
También ha versionado en bachata canciones como "Stay" y "Diamonds", de Rihanna; "Set Fire to the Rain", de Adele; "Without You", de Usher, "Little Things", de One Direction y "la estrategia" de Cali Y El Dandee.
En el año 2015, celebra su primera nominación en la 16th Annual Latin GRAMMY® Awards como “Mejor Álbum Tropical Contemporáneo”.“Nadie imagina desde cuándo esperaba este momento, cuánto lo soñé”, expresó Johnny Sky, tras develarse la lista de postulados de la Academia Latina de la Grabación.
Junto a esta importante nominación, obtuvo cinco nominaciones a los Premios Juventud 2015 y otra a los Premios Lo Nuestro.
La pasión por la música de Johnny Sky, comenzó desde muy pequeño cuando sus padres y familiares notaron su gran talento y no dudaron en aconsejarle que se encaminara por el mundo del entretenimiento con clases de canto, piano y asignaturas teóricas musicales, lo que llevó al cantante a estar en esta increíble carrera.
Después de tomarse un break musical, Johnny Sky retoma su carrera con más fuerzas el año 2022 estrenando su sencillo "Only You". Junto a este sencillo, lo sigue su más reciente lanzamiento "Call On Me", los cuales se encuentran disponibles junto a sus videoclips en todas las plataformas digitales.  

## Primer álbum Johnny Sky

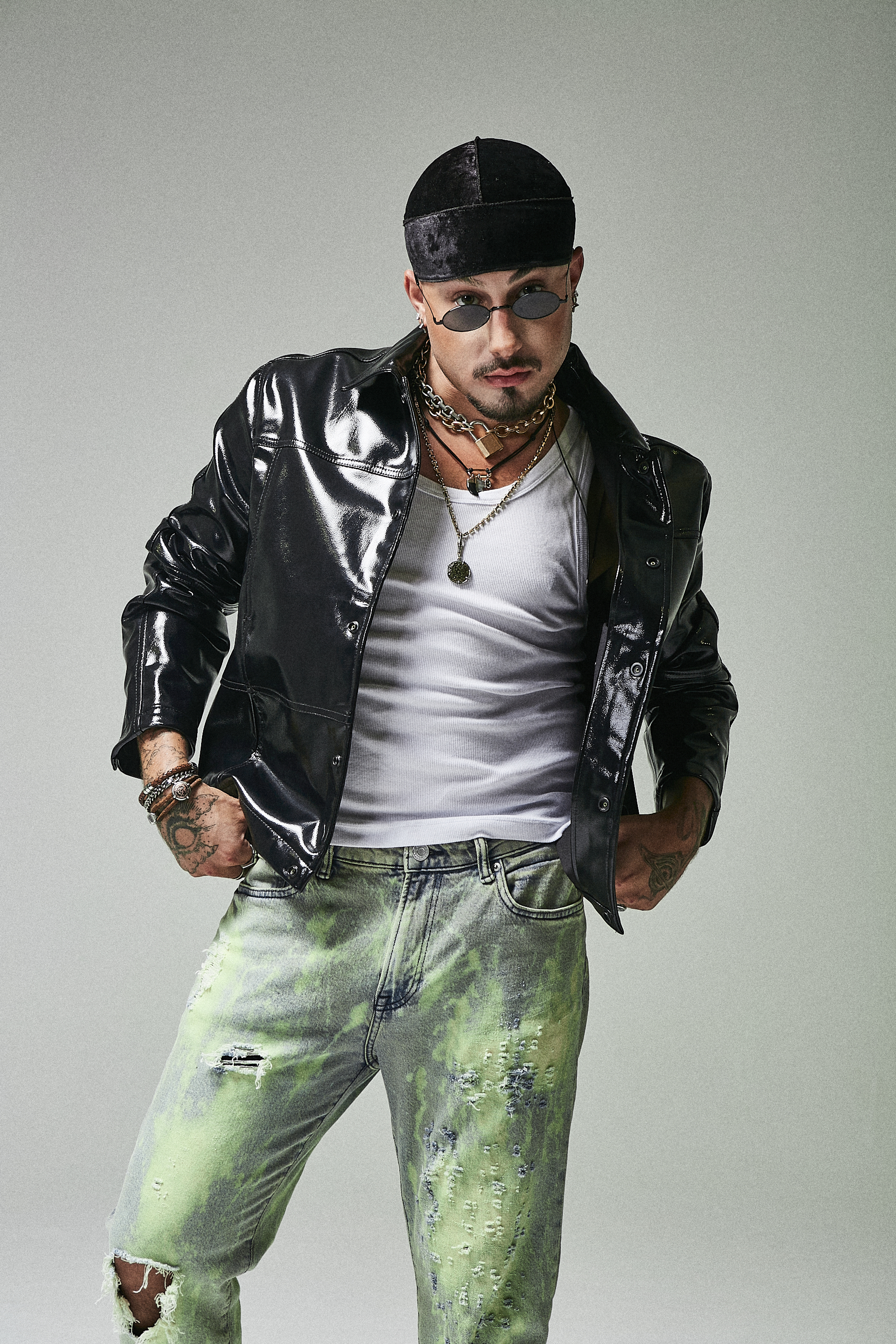

Es un álbum publicado por el sello discográfico "Premium Latin Music" en el 2015, de estilo musical latino de bachata, donde el idioma es en español, introduciendo en la letra, algunas frases en inglés también.
La lista de canciones que componen el álbum son:
01.With Or Without You
02.Quiéreme
03.One More Night
04.Solo Quiero
05.En Todo Fuiste La Mejor
06.La Estrategia
07.No One’s Been As Close
08.Sediento
09.Que Nos Paso
10.En Todo Fuiste La Mejor (Sinfónica)